# Ulvatjärnen, Hälsingland
Ulvatjärnen är en sjö i Ovanåkers kommun i Hälsingland och ingår i Ljusnans huvudavrinningsområde.